# 724 Hapag

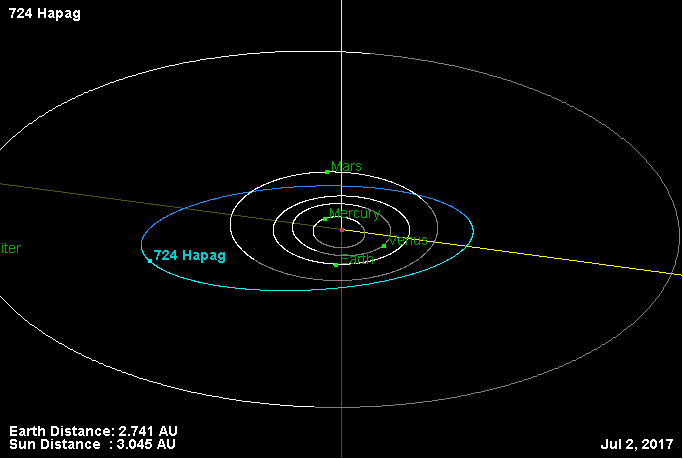

724 Hapag è un asteroide della fascia principale. Scoperto nel 1911, presenta un'orbita caratterizzata da un semiasse maggiore pari a 2,4552230 UA e da un'eccentricità di 0,2489770, inclinata di 11,70586° rispetto all'eclittica.
Il suo nome è l'acronimo del nome di una compagnia tedesca di navigazione, la Hamburg-Amerika Packetfahrt Aktien-Gesellschaft